# Conferenza mondiale sui diritti umani
La conferenza mondiale sui diritti umani è una conferenza organizzata dalle Nazioni Unite a Vienna, in Austria, tra il 14 e il 25 giugno 1993. È stata la prima conferenza sui diritti umani tenutasi dopo la fine della guerra fredda. Il risultato principale di tale evento è stato la Dichiarazione di Vienna e programma d’azione.